# Anateinoma
Anateinoma là một chi bướm đêm thuộc họ Noctuidae.

## Các loài
- Anateinoma affabilis Möschler, 1890